# Taniella
Taniella is een geslacht van uitgestorven weekdieren uit de klasse van de Gastropoda (slakken).

## Soorten
- Taniella bacca (Marwick, 1924) †
- Taniella intermedia Maxwell, 1992 †
- Taniella mima Maxwell, 1988 †
- Taniella motutaraensis (Powell, 1935) †
- Taniella notocenica (Finlay, 1924) †
- Taniella planisuturalis (Marwick, 1924) †
- Taniella poliniciformis Beu, 1970 †
- Taniella senisculus (Finlay & Marwick, 1937) †
- Taniella tantilla Marwick, 1960 †